# Corinna Harfouch
Corinna Harfouch (Suhl, 16 de outubro de 1954) é uma atriz alemã.

## Filomografia selecionada
- 1987 - Yasemin
- 1994 - Charlie & Louise - Das doppelte Lottchen
- 1998 - Solo für Klarinette
- 1998 - Das Mambospiel
- 1999 - Bis zum Horizont und weiter
- 2002 - Bibi Blocksberg
- 2004 - Der Untergang
- 2006 - Perfume: The Story of a Murderer